# Florida Derby
Florida Derby är ett amerikanskt galopplöp för treåriga fullblod som rids årligen på Gulfstream Park i Hallandale Beach i Florida. Det rids i mars/april, fem veckor efter Kentucky Derby,   över 1 1⁄8 miles, 1 811 meter. Det är sedan 1974 ett Grupp 1-löp, det vill säga ett löp av högsta internationella klass.
Första upplagan av löpet reds 1952. Det har länge varit ett prestigefyllt förberedelselöp för Kentucky Derby, och är sedan 2013 del av den officiella Road to the Kentucky Derby.

## Segrare
| År   | Häst               | Jockey            | Tränare               | Tid     |
| ---- | ------------------ | ----------------- | --------------------- | ------- |
| 2025 | Tappan Street      | Luis Saez         | Brad H. Cox           | 1:49.27 |
| 2024 | Fierceness         | John R. Velazquez | Todd Pletcher         | 1:48.22 |
| 2023 | Forte              | Irad Ortiz Jr.    | Todd Pletcher         | 1:49.37 |
| 2022 | White Abarrio      | Tyler Gaffalione  | Saffie A. Joseph Jr.  | 1:50.64 |
| 2021 | Known Agenda       | Irad Ortiz Jr.    | Todd Pletcher         | 1:49.45 |
| 2020 | Tiz the Law        | Manny Franco      | Barclay Tagg          | 1:50.00 |
| 2019 | Maximum Security   | Luis Saez         | Jason Servis          | 1:48.86 |
| 2018 | Audible            | John R. Velazquez | Todd Pletcher         | 1:49.48 |
| 2017 | Always Dreaming    | John R. Velazquez | Todd Pletcher         | 1:47.47 |
| 2016 | Nyquist            | Mario Gutierrez   | Doug O'Neill          | 1:49.11 |
| 2015 | Materiality        | John R. Velazquez | Todd Pletcher         | 1:52.30 |
| 2014 | Constitution       | Javier Castellano | Todd Pletcher         | 1:49.17 |
| 2013 | Orb                | John Velazquez    | C. R. McGaughey III   | 1:50.87 |
| 2012 | Take Charge Indy   | Calvin Borel      | Patrick B. Byrne      | 1:48.79 |
| 2011 | Dialed In          | Julien Leparoux   | Nick Zito             | 1:50.74 |
| 2010 | Ice Box            | Jose Lezcano      | Nick Zito             | 1:49.19 |
| 2009 | Quality Road       | John Velazquez    | James A. Jerkens      | 1:47.72 |
| 2008 | Big Brown          | Kent Desormeaux   | Richard E. Dutrow Jr. | 1:48.16 |
| 2007 | Scat Daddy         | Edgar Prado       | Todd A. Pletcher      | 1:49.00 |
| 2006 | Barbaro            | Edgar Prado       | Michael Matz          | 1:49.01 |
| 2005 | High Fly           | Jerry Bailey      | Nick Zito             | 1:49.43 |
| 2004 | Friends Lake       | Richard Migliore  | John C. Kimmel        | 1:51.38 |
| 2003 | Empire Maker       | Jerry Bailey      | Robert Frankel        | 1:49.05 |
| 2002 | Harlan's Holiday   | Edgar Prado       | Kenneth McPeek        | 1:48.80 |
| 2001 | Monarchos          | Jorge Chavez      | John T. Ward Jr.      | 1:49.95 |
| 2000 | Hal's Hope         | Roger Velez       | Harold J. Rose        | 1:51.49 |
| 1999 | Vicar              | Shane Sellers     | Carl Nafzger          | 1:50.83 |
| 1998 | Cape Town          | Shane Sellers     | D. Wayne Lukas        | 1:49.21 |
| 1997 | Captain Bodgit     | Alex Solis        | Gary Capuano          | 1:50.60 |
| 1996 | Unbridled's Song   | Mike Smith        | James T. Ryerson      | 1:47.85 |
| 1995 | Thunder Gulch      | Mike Smith        | D. Wayne Lukas        | 1:49.70 |
| 1994 | Holy Bull          | Mike Smith        | Warren A. Croll Jr.   | 1:47.66 |
| 1993 | Bull Inthe Heather | Wigberto Ramos    | Howard M. Tesher      | 1:51.38 |
| 1992 | Technology         | Jerry Bailey      | Hubert Hine           | 1:50.72 |
| 1991 | Fly So Free        | José A. Santos    | Scotty Schulhofer     | 1:50.44 |
| 1990 | Unbridled          | Pat Day           | Carl Nafzger          | 1:52.00 |
| 1989 | Mercedes Won       | Earlie Fires      | Arnold Fink           | 1:49.60 |
| 1988 | Brian's Time       | Randy Romero      | John M. Veitch        | 1:49.80 |
| 1987 | Cryptoclearance    | José A. Santos    | Scotty Schulhofer     | 1:49.60 |
| 1986 | Snow Chief         | Alex Solis        | Melvin F. Stute       | 1:51.80 |
| 1985 | Proud Truth        | Jorge Velásquez   | John M. Veitch        | 1:50.00 |
| 1984 | Swale              | Laffit Pincay Jr. | Woody Stephens        | 1:47.60 |
| 1983 | Croeso             | Frank Olivares    | Stephen A. DiMauro    | 1:49.80 |
| 1982 | Timely Writer      | Jeffrey Fell      | Dominic Imprescia     | 1:49.60 |
| 1981 | Lord Avie          | Chris McCarron    | Daniel Perlsweig      | 1:50.40 |
| 1980 | Plugged Nickle     | Buck Thornburg    | Thomas J. Kelly       | 1:50.20 |
| 1979 | Spectacular Bid    | Ronnie Franklin   | Bud Delp              | 1:48.80 |
| 1978 | Alydar             | Jorge Velásquez   | John M. Veitch        | 1:47.00 |
| 1977 | Ruthie's Native    | Craig Perret      | Eugene Jacobs         | 1:50.20 |
| 1977 | Coined Silver      | Buck Thornburg    | George T. Poole III   | 1:48.80 |
| 1976 | Honest Pleasure    | Braulio Baeza     | LeRoy Jolley          | 1:47.80 |
| 1975 | Prince Thou Art    | Braulio Baeza     | Lou Rondinello        | 1:50.40 |
| 1974 | Judger             | Laffit Pincay Jr. | Woody Stephens        | 1:49.00 |
| 1973 | Royal and Regal    | Walter Blum       | Warren A. Croll Jr.   | 1:47.40 |
| 1972 | Upper Case         | Ron Turcotte      | Lucien Laurin         | 1:50.00 |
| 1971 | Eastern Fleet      | Eddie Maple       | Reggie Cornell        | 1:47.40 |
| 1970 | My Dad George      | Ray Broussard     | Frank J. McManus      | 1:50.80 |
| 1969 | Top Knight         | Manuel Ycaza      | Raymond F. Metcalf    | 1:48.40 |
| 1968 | Forward Pass       | Don Brumfield     | Henry Forrest         | 1:49.00 |
| 1967 | In Reality         | Earlie Fires      | Melvin Calvert        | 1:50.20 |
| 1966 | Williamston Kid    | Robert Stevenson  | James Bartlett        | 1:50.60 |
| 1965 | Native Charger     | John L. Rotz      | Raymond F. Metcalf    | 1:51.20 |
| 1964 | Northern Dancer    | Bill Shoemaker    | Horatio Luro          | 1:50.80 |
| 1963 | Candy Spots        | Bill Shoemaker    | Mesh Tenney           | 1:50.60 |
| 1962 | Ridan              | Manuel Ycaza      | LeRoy Jolley          | 1:50.40 |
| 1961 | Carry Back         | Johnny Sellers    | Jack A. Price         | 1:48.80 |
| 1960 | Bally Ache         | Bobby Ussery      | Homer Pitt            | 1:47.60 |
| 1959 | Easy Spur          | Bill Hartack      | Paul L. Kelley        | 1:47.20 |
| 1958 | Tim Tam            | Bill Hartack      | Horace A. Jones       | 1:49.20 |
| 1957 | Gen. Duke          | Bill Hartack      | Horace A. Jones       | 1:46.80 |
| 1956 | Needles            | David Erb         | Hugh L. Fontaine      | 1:48.60 |
| 1955 | Nashua             | Eddie Arcaro      | Jim Fitzsimmons       | 1:53.20 |
| 1954 | Correlation        | Bill Shoemaker    | Noble Threewitt       | 1:55.20 |
| 1953 | Money Broker       | Alfred Popara     | Vester R. Wright      | 1:53.80 |
| 1952 | Sky Ship           | Ronnie Nash       | Preston M. Burch      | 1:50.80 |

1. ↑  Lil's Lad var först över mål, men diskvalificerades och flyttades ner som tvåa.
2. ↑  Löpet reds i två omgångar
3. ↑  Abe's First var först över mål, men diskvalificerades och flyttades ner som fyra.

- Hästar i fetstil har segrat i ett Triple Crown-löp.